# 倒卵叶短柄紫珠
倒卵叶短柄紫珠（学名：Callicarpa brevipes var. obovata）是马鞭草科紫珠属短柄紫珠的变种。分布于中国大陆的广东等地，常生长在山坡林中和灌丛中，目前尚未由人工引种栽培。